# تحصیل چونیان
تحصیل چونیان (به انگلیسی: Chunian Tehsil) یک تحصیل در پاکستان است که در پنجاب واقع شده‌است.